# Akio Kaminaga
Akio Kaminaga (født 22. november 1936, død 21. marts 1993) var en japansk judoka. Han fik sølv ved VM i judo 1958 i Tokyo, Japan efter at være blevet slået af Koji Sone i finalen.
Ved Sommer-OL 1964 i Tokyo fik han også sølv i den åbne vægtklasse, efter at være blevet slået af den hollandske Anton Geesink i finalen.

## Eksterne henvisininger
- Akio Kaminagas profil på Olympics.com (engelsk)
- Akio Kaminagas profil på Sports-Reference OL-resultater (arkiveret) (engelsk)
- Akio Kaminagas profil på Olympedia (engelsk)
- Akio Kaminaga hos JudoInside.com (engelsk)